# Патрік Піко
Патрік Піко (22 вересня 1951 , Сен-Манде ) — французький фехтувальник на шпагах, олімпійський чемпіон 1980 року.

## Виступи на Олімпіадах
| Олімпіада   | Дисципліна          | Місце |
| ----------- | ------------------- | ----- |
| Москва 1980 | індивідуальна шпага | 20    |
| Москва 1980 | командна шпага      | 1     |